# Eddy Offord
Eddy Offord (20 febbraio 1943) è un produttore discografico e tecnico del suono britannico, che ha curato la realizzazione di alcuni dei più famosi album di rock progressivo degli anni settanta.
Alcune fonti lo indicano impropriamente anche come Eddie.

## Biografia
Eddy Offord lavorò soprattutto con Yes ed Emerson, Lake & Palmer.
Non molto è stato pubblicato sulla biografia di Offord. Le informazioni che è possibile reperire su di lui sono in gran parte trivia e aneddoti. Per esempio, pare che il bizzarro titolo Schindleria Praematurus dell'assolo di basso di Chris Squire sull'album Fragile degli Yes sia dovuto a Offord: Squire aveva in mente una melodia che richiedeva un nome di 8 sillabe, e aveva deciso che si dovesse trattare di un pesce, e chiese a Offord se conosceva un nome del genere. La foto di Offord compare, a fianco di quella dei membri degli Yes, nel retro della copertina di Close to the Edge, uno dei dischi più famosi e apprezzati del progressive di tutti i tempi. Sull'album Tarkus, Emerson, Lake & Palmer hanno dedicato a Offord un divertissement rock and roll, il brano Are You Ready Eddy?, in cui Greg Lake canta alcune frasi probabilmente ricorrenti in studio ("are you ready Eddy, with your 16 tracks?" - "sei pronto Eddy con il tuo 16 piste?").

## Discografia
- The Idle Race - The Birthday Party
- The Idle Race - Light at the End of the Road
- Yes - Your Move
- Wet Willie - Wet Willie
- Yes - Fragile
- Yes - Close to the edge
- Emerson, Lake and Palmer - TarkusTarkus
- Yes - YessongsYessongs
- Yes - Yesterdays
- Baker Gurvitz Army - Tracks of my Life
- Yes - Drama
- Dixie Dregs - Industry Standard
- Pallas - Eyes in the Night
- Blackfoot - Morning Dew
- Pallas - The Sentinel
- The Heartfixes - Cool on It
- Yes - Union
- Yes - YesstoryYesstory
- John Mayall - Empty Room
- Mogul Trash - Mogul Trash